# 전영택
전영택(田榮澤, 1894년 1월 18일~1968년 1월 16일)은 일제강점기와 대한민국의 소설가 겸 수필 작가이자 프로테스탄트 장로회 목회자이고, 대학 교수 겸 기독교 교육인이다.
본은 담양(潭陽)이고, 호(號)는 늘봄·추호(秋湖)이며, 1894년 당시 조선의 평안도 평양 출생이었다. 일제 강점기 시대 평안남도 평양에서도 오롯이 모태 기독교인의 삶을 지내다가, 1945년 8월 15일 당시 광복(을유해방)이 성립되자 삼팔선 남쪽으로 월남했다.

## 경력
그는 일제 강점기 시대 초중기에는, 평남 평양 대성학교를 거쳐, 일본 도쿄 아오야마 학원 문학부와 신학부를 졸업하고, 미국 캘리포니아 주 퍼시픽 신학교(태평양 신학교)를 나오는 등, 주로 기독교 신학을 공부하였다. 1945년 8월 15일에 을유해방이 도래한 직후에, 평남 평양에서부터 삼팔선 남쪽으로 넘어오면서 미군정 시대의 수도 서울로 월남해 1948년 대한민국 정부 수립 이후, 중앙신학교 교수(1953년~1955년)와 감리교신학교 교수(1955년~1956년)를 지냈다.

### 학력
- 일제 시대 평남 평양 대성고등보통학교 속성과정반 졸업(1911년)
- 일본 도쿄 아오야마 학원 문학부·신학부 전문학사(1916년·1921년)
- 미국 캘리포니아 주 퍼시픽 신학교 학사(1926년)

### 일제강점기 소설 문학
1918년 춘사 김동인·송아 주요한 등과 함께 돈독한 의기상투를 하면서, 한반도 한민족 최초의 문학 동인지 《창조》를 주도적으로 창간하였으며, 1935년 기독교 잡지 《새 사람》을 발행하였다. 그는 자작 소설 《화수분》에서도 가난한 이들의 삶을 있는 그대로 그리되, 저체온증으로 죽은 화수분 내외 품안에서 엄마, 아빠의 몸 온도 덕분에 살아남은 아기를 나뭇꾼이 구원한다는 결말에서 알 수 있듯이, 고전소설 시대와 신소설 시대를 거쳐 자리잡은 근대 소설 문학 처음의 작가로 리얼하면서도, 아무리 심리적으로도 기독교 사상 곧 가난한 이들에 대한 따뜻한 인정을 보여 주었다.

### 광복 이후
1945년 광복 후 조선민주당 당료·문교부 편수국장 등을 지냈으며 중앙신학교(강남대학교)·감리교신학교(감리교신학대학교)의 교수·국립 맹아학교 교장·개신교의 「예장합동」에서 발행하는 신문인 기독신문 주간·《신생명》 주필·기독교 문학인 클럽 회장을 지냈다. 한국 전쟁 이후에는, 오히려 소설 발표보다 장로교회 목사로 주력 활동을 했으며, 1961년 문인협회 초대 이사장에 취임하였다. 1963년 대한민국 문화 포상 대통령상을 받았다.
1968년 1월 16일, 기독교 방송국 내 기독교연합신문사에 기고문을 올리고 동대문구 이문동의 자택으로 돌아가기 위해 오후 3시 50분경 종로구 종로2가에서 전차를 타려고 길을 건너다가 코로나 택시에 치여 후송됐고, 그 날 저녁 사망했다. 참고로 같은 해 6월 16일에 교통사고로 인해 김수영 시인이 별세했기 때문에, 1968년은 이른바 문학사(文學史)에서 큰사람을 두 분이나 잃은 해이기도 하다. 1년뒤인 1969년 1월 16일에 한신대학교 설립자인 장공 김재준 목사가 전영택 작가를 1주기 추모했는데, 성품이 너그럽고 어진 분이라 누구나 그 분 앞에서는 솔직하게 자신의 생각을 말했다고 한다.

## 작품
작품으로 단편소설 〈화수분〉, 〈소〉와 장편 《청춘곡》 등이 있으며, 저서로 수필집 《하늘을 바라보는 여인》, 《어머니가 그리워》, 《의의 태양》 등이 있으며, 그 밖에도 논설집·수필집 등이 있다. 개신교 목사인 전영택은 구세군 신자인 찰스 윌리엄 프라이(Charles W. Fry, 1838년-1882년)가 구약성서 아가서 2장 1절「나는 샤론의 수선화요, 골짜기의 백합화로다」를 모티브로 작사한 찬송가 〈Lily of the Velly〉를 〈내 진정 사모하는〉(통일찬송가 88장)라는 제목으로 번역하였다. 1943년에는 개신교에서 신사참배를 하자, 전영택 목사는 회개를 요구하는 성가/찬송가인 어서 돌아오오(새찬송가 527장, 성공회성가 215장)의 가사를 짓고, 음악가인 박재훈 목사가 전영택 목사가 지은 가사에 곡을 붙임으로써 하나님의 자비와 사랑을 노래하였으며, 루가복음서 15장에 나오는 탕자의 비유를 번안한 일화를 자주 들려주었다고 한다. 어느 아들이 재물과 패물을 가지고 집을 나갔는데, 탕진하고 집에 돌아오니 엄마가 아들이 오기를 기다리면서 이사도 안 가셨다는 일화이다. 복음서 저자들처럼, 전영택 목사도 기독교 사상을 이해하고 서사문학으로써 이야기를 들려주는 이야기꾼(서술자)이었던 것.

## 후세의 문학평론 관련 연구

### 전영택 작가의 문학 세계 관련 논문
- 전영택 작가/목사의 문학세계 등에 대한 논문은, 오창은 중앙대학교 연구교수가 쓴 식민지 지식인의 근대 인식과 윤리의식-전영택 단편소설 연구가 있다.